# Taubenturm Château de La Bussière

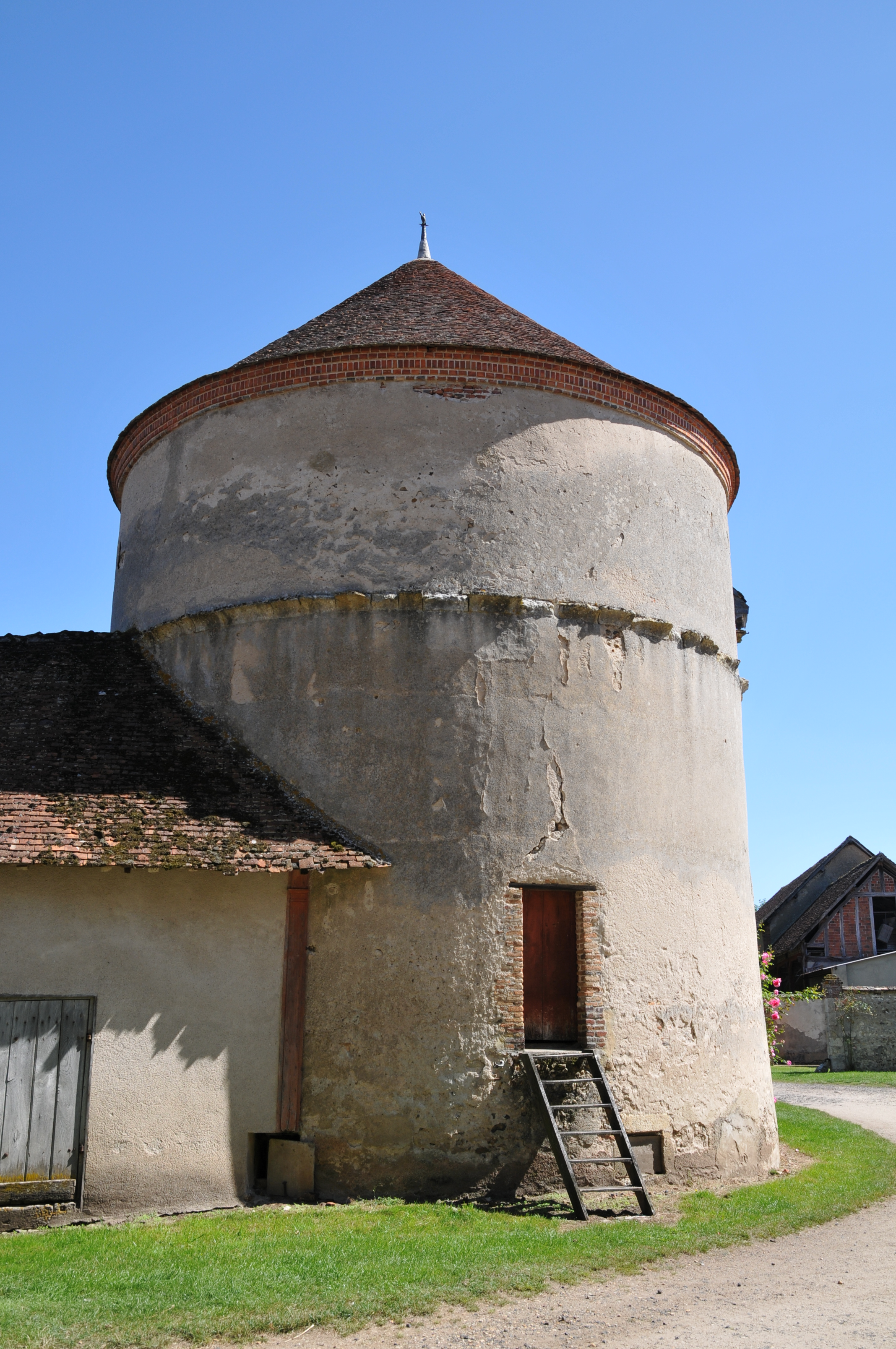
Taubenturm des Château de La Bussière

Der Taubenturm (französisch colombier oder pigeonnier) des Schlosses La Bussière in La Bussière, einer französischen Gemeinde im Département Loiret in der Region Centre-Val de Loire, wurde im 15. Jahrhundert errichtet. Der Taubenturm steht seit 1993 als Teil des Schlosses als Monument historique auf der Liste der Baudenkmäler in Frankreich.
Der runde Turm aus Bruchsteinmauerwerk mit Kegeldach flankierte ursprünglich mit einem zweiten Turm den Zugang zur mittelalterlichen Burganlage.